# Gong Hyo-jin
Gong Hyo-jin (* 4. April 1980 in Seoul) ist eine südkoreanische Schauspielerin.

## Leben

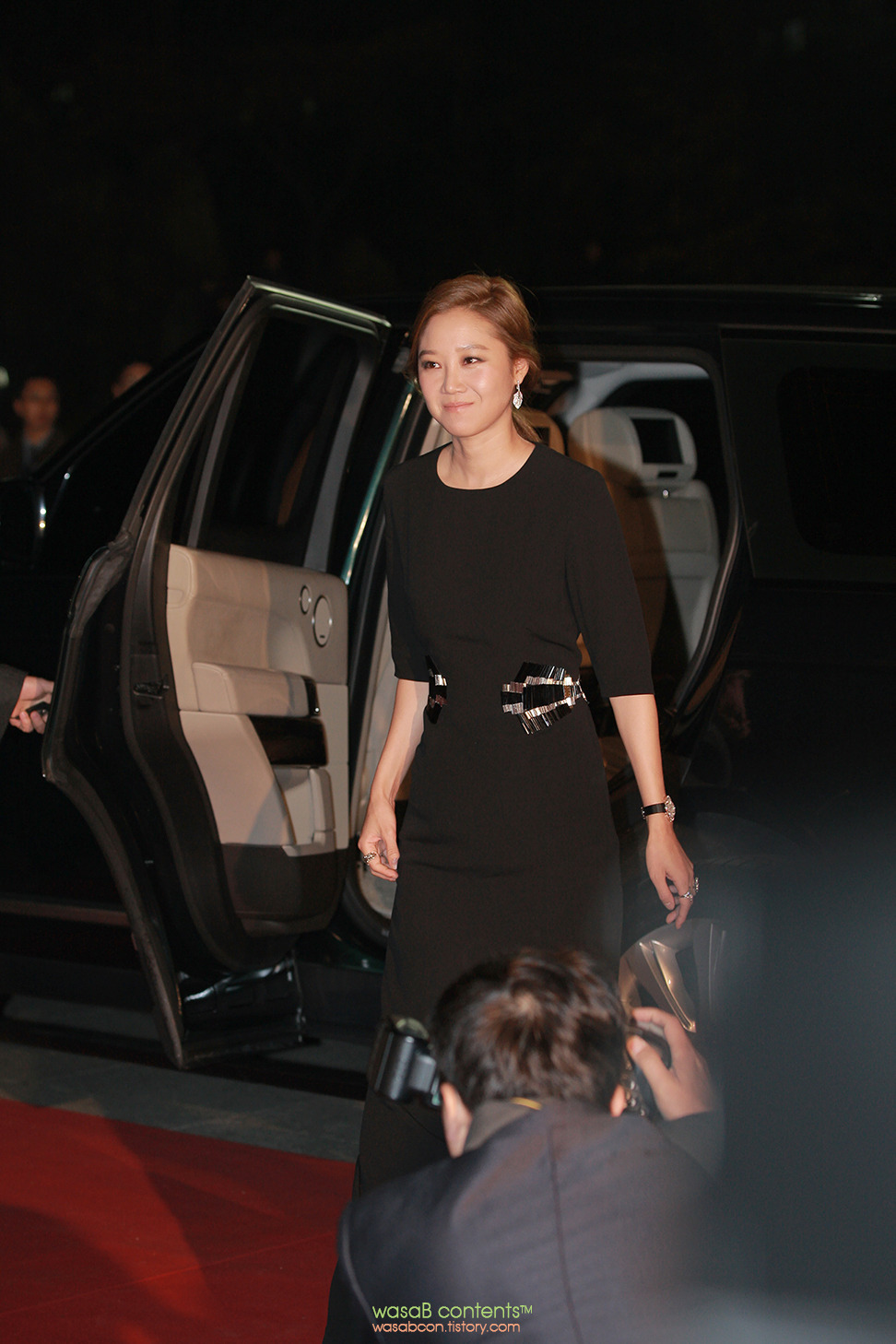
Gong Hyo-jin – Blue Dragon Award, Südkorea 2013

Gong begann ihre Karriere in Memento Mori, dem zweiten Teil der Whispering-Corridors-Reihe. Der Film gilt als einer der wichtigsten Horrormelodramen der frühen Korean New Wave und handelt von einer lesbischen Liebesbeziehung. Die junge weibliche Besetzung des Films erhielt gemeinsamen den Baeksang Arts Award als beste neue Darstellerinnen.
In der romantischen Komödie Love Fiction (2012) spielt sie die neue Freundin eines Autors (gespielt von Ha Jung-woo), der durch sie seine Schreibblockade loswird. Einen großen Anteil trägt dabei ihre Achselbehaarung, die er zunächst abstoßend findet, jedoch später als zentrales Thema in seinen Roman und später auch in einem Lied aufnimmt. Für ihre Rolle erhielt Gong den Popularitätspreis bei den Blue Dragon Awards, wobei der Sieger über eine Online-Abstimmung entschieden wird. Noch im selben Jahr tritt Gong auch in Ha Jung-woos Dokumentarfilm 577 Project auf. In diesem geht Ha gemeinsam mit Gong und 14 weiteren Freunden gemeinsam 577 km von Seoul nach Haenam. Dabei sprechen Schauspielkollegen und -produzenten abseits des Mainstreams über ihre Probleme bei der Realisierung von Projekten.
In einem Interview gegenüber KBS sagte Gong, dass sie nicht in kommerziellen Blockbustern spielen möchte, da diese ihr zu oberflächlich seien. Vielmehr sei sie auf der Suche nach einer Rolle, die wirklich zu ihr passe, abseits des Mainstreams.
2013 spielte Gong in der Dramedy Boomerang Family an der Seite von Park Hae-il, Yoon Je-moon und Yoon Yeo-jeong. In der Filmadaption von Cheon Myung-kwan Roman Aging Family spielt sie die Schwester von zwei Brüdern. Gong empfand Entspannung durch das permanente Fluchen ihrer Figur und genoss die Zusammenarbeit mit ihren Schauspielkollegen.
2018 spielte sie die Hauptrolle in dem Thriller Door Lock, in dem ihre Rolle alleine in einem Apartment lebt, in das sich nachts ein Serienkiller schleicht.

## Filmografie

### Filme
- 1999: Memento Mori (여고괴담 두번째 이야기 Yeogogoedam Du-beonjjae Iyagi)
- 2001: Last Present (선물 Seonmul)
- 2001: Guns and Talk (킬러들의 수다 Killeodeul-ui Suda)
- 2001: Volcano High (화산고)
- 2002: Surprise Party (서프라이즈)
- 2002: Emergency Measure 19 (긴급조치 19호 Gingeupjuchi 19-ho)
- 2002: An Indiscreet Wife, a Checkered Husband and a Taekwondo Girl (철없는 아내와 파란만장한 남편 그리고 태권소녀)
- 2002: No Manners (품행제로 Pumhaengjero)
- 2005: Heaven’s Soldiers (천군 Cheongun)
- 2006: Family Ties (가족의 탄생 Gajok-ui Tansaeng)
- 2007: Happiness (행복 Haengbok)
- 2007: M (엠)
- 2007: My Son (아들 Adeul)
- 2008: Special Agent Lee (다찌마와 리: 악인이여 지옥행 급행열차를 타라 Dachimawa Lee: Aginiyeo Jiokaeng Geupaengyeolcha-reul Tara)
- 2008: Crush and Blush (미쓰 홍당무 Misseu Hongdangmu)
- 2009: Sisters on the Road (지금, 이대로가 좋아요 Jigeum, Idaeroga Johayo)
- 2010: Rolling Home With a Bull (소와 함께 여행하는 법 Sowa Hamkke Yeohanghaneun Beob)
- 2012: Love Fiction (러브픽션)
- 2012: You Are More Than Beautiful (그녀의 연기 Geunyeo-ui Yeongi, 你何止美丽, Kurzfilm)
- 2012: 577 Project (577 프로젝트, Dokumentation)
- 2013: Boomerang Family (고령화 가족)
- 2016: Missing (미씽: 사라진 아이)
- 2017: Single Rider (싱글라이더)
- 2018: Be with You (지금 만나러 갑니다 Jigeum Mannareo Gamnida)
- 2018: Door Lock
- 2019: Hit-and-Run Squad (뺑반 Ppaengban)

### Fernsehserien
- 2003: Sangduya Hakgyo Gaja (상두야 학교가자)
- 2005: Geonppang Seonsaeng-gwa Byeolsatang (건빵 선생과 별사탕)
- 2010: Pasta (파스타)
- 2011: Best Love (최고의 사랑 Choego-ui Sarang)
- 2013: Master’s Sun (주군의 태양)
- 2014: It’s Okay, That’s Love (괜찮아, 사랑이야)
- 2015: Producer (KBS)
- 2016: Jealousy Incarnate (질투의 화신) (SBS)
- 2016: Nicht einmal im Traum (24 Folgen)
- 2019: When the Camellia Blooms